# Liste des intercommunalités de la Charente-Maritime

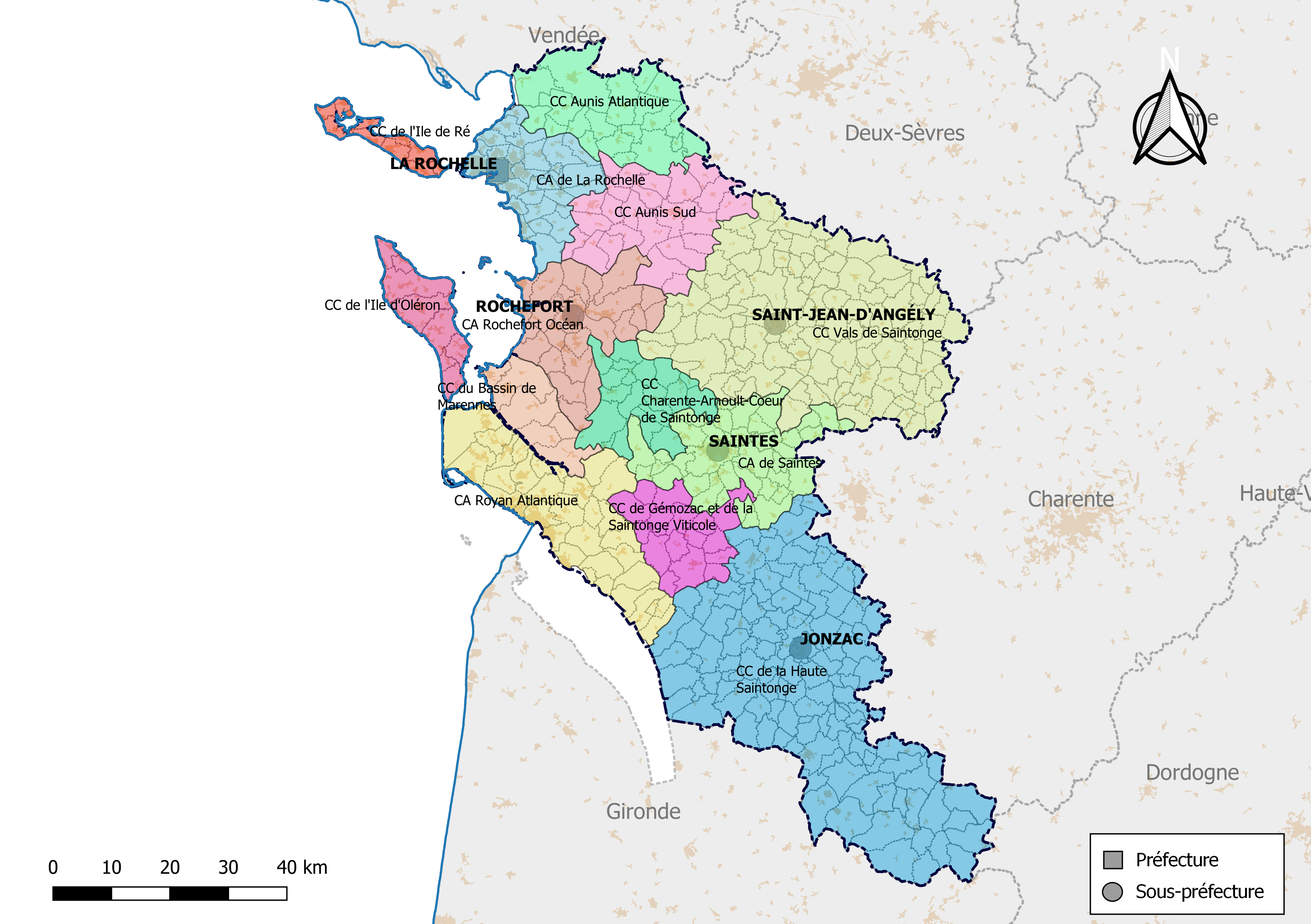
Carte des EPCI de la Charente-Maritime au 1er janvier 2019.

Le département de la Charente-Maritime compte 4 communautés d'agglomération et 9 communautés de communes regroupant les 463 communes du département au 1er janvier 2020.

## Liste des intercommunalités à fiscalité propre

| Forme juridique            | Nom                                                 | no SIREN  | Date de création | Nombre de communes | Population (der. pop. légale) | Superficie (km2) | Densité (hab./km2) | Siège                 | Président               |
| -------------------------- | --------------------------------------------------- | --------- | ---------------- | ------------------ | ----------------------------- | ---------------- | ------------------ | --------------------- | ----------------------- |
| Communauté d'agglomération | CA de La Rochelle                                   | 241700434 | 24 décembre 1999 | 28                 | 178 217 (2021)                | 327,0            | 545                | La Rochelle           | Jean-Francois Fountaine |
| Communauté d'agglomération | CA Royan Atlantique                                 | 241700640 | 10 décembre 2001 | 33                 | 85 271 (2021)                 | 603,90           | 141                | Royan                 | Jean-Pierre Tallieu     |
| Communauté d'agglomération | CA Rochefort Océan                                  | 200041762 | 1er janvier 2014 | 25                 | 64 240 (2021)                 | 421,40           | 153                | Rochefort             | Hervé Blanché           |
| Communauté d'agglomération | CA de Saintes                                       | 200036473 | 1er janvier 2013 | 36                 | 60 641 (2021)                 | 474,60           | 128                | Saintes               | Bruno Drapron           |
| Communauté de communes     | CC de la Haute Saintonge                            | 200041523 | 1er janvier 2014 | 129                | 68 476 (2021)                 | 1 740,10         | 39                 | Jonzac                | Claude Belot            |
| Communauté de communes     | CC Vals de Saintonge                                | 200041689 | 1er janvier 2014 | 109                | 52 430 (2022)                 | 1 416,0          | 37                 | Saint-Jean-d'Angély   | Jean Claude Godineau    |
| Communauté de communes     | CC Aunis Sud                                        | 200041614 | 1er janvier 2014 | 24                 | 32 875 (2021)                 | 463,50           | 71                 | Surgères              | Jean Gorioux            |
| Communauté de communes     | CC Aunis Atlantique                                 | 200041499 | 1er janvier 2014 | 20                 | 31 796 (2021)                 | 440,50           | 72                 | Marans                | Jean-Pierre Servant     |
| Communauté de communes     | CC de l'Île-d'Oléron                                | 241700624 | 26 décembre 1995 | 8                  | 22 255 (2021)                 | 174,40           | 128                | Saint-Pierre-d'Oléron | Pascal Massicot         |
| Communauté de communes     | CC de l'île de Ré                                   | 241700459 | 30 décembre 1993 | 10                 | 17 680 (2021)                 | 85,30            | 207                | Saint-Martin-de-Ré    | Lionel Quillet          |
| Communauté de communes     | CC Cœur de Saintonge                                | 241700517 | 30 décembre 1993 | 18                 | 17 563 (2021)                 | 271,80           | 65                 | Saint-Porchaire       | Sylvain Barreau         |
| Communauté de communes     | CC du Bassin de Marennes                            | 241700699 | 18 décembre 1996 | 6                  | 15 525 (2021)                 | 181,90           | 85                 | Marennes              | Mickael Vallet          |
| Communauté de communes     | CC du canton de Gémozac et de la Saintonge viticole | 241700632 | 26 décembre 1995 | 16                 | 14 715 (2021)                 | 263,50           | 56                 | Gémozac               | Loïc Girard             |

## Historique

### Évolution en 2014
Le 1er janvier a marqué l'achèvement de la simplification de l'organisation intercommunale dans le département. Désormais, il ne compte plus que treize EPCI regroupant toutes les communes de la Charente-Maritime.

Le bipôle La Rochelle-Rochefort, syndicat mixte constitué de la communauté d'agglomération de La Rochelle et de la communauté d'agglomération du Pays Rochefortais, est dissout en 2014.

### Intercommunalités en 2013
Le 1er janvier 2013, le département de la Charente-Maritime compte 23 intercommunalités dont quatre communautés d'agglomération et 19 communautés de communes regroupant 469 communes sur les 472 du département.
Le département se compose toujours de sept pays auxquels peuvent s'ajouter le pays Rochelais et le pays Royannais, ces deux derniers correspondant davantage à des dénominations touristiques qu'à des entités administratives qui, pourtant, recouvrent les limites de leurs communautés d'agglomération respectives.

#### Communautés d'agglomération en 2013
Le 1er janvier 2013, la Charente-Maritime compte quatre communautés d'agglomération :
- Communauté d'agglomération de La Rochelle (regroupant toujours 18 communes) ;
- Communauté d'agglomération du Pays Rochefortais (regroupant toujours 18 communes) ;
- Communauté d'agglomération Royan Atlantique (regroupant 34 communes en 2013 au lieu de 31 l'année précédente) ;
- Communauté d'agglomération de Saintes, nouvellement constituée en 2013 et rassemblant 35 communes.

#### Communautés de communes en 2013
19 communautés de communes composent le territoire départemental qui a vu disparaître trois communautés de communes en 2013, savoir la Communauté de communes des bassins Seudre-et-Arnoult, la Communauté de communes du Pays Santon et la Communauté de communes Vignobles et Vals boisés du Pays Buriaud ; ces deux dernières composant maintenant la nouvelle Communauté d'agglomération de Saintes.
La liste des 19 communautés de communes en 2013 est la suivante :
- Communauté de communes du Bassin de Marennes ;
- Communauté de communes du canton d'Aulnay-de-Saintonge ;
- Communauté de communes du canton de Courçon ;
- Communauté de communes du canton de Gémozac et de la Saintonge Viticole ;
- Communauté de communes du canton de Loulay ;
- Communauté de communes du canton de Saint-Hilaire-de-Villefranche ;
- Communauté de communes du canton de Saint-Jean-d'Angély ;
- Communauté de communes Charente-Arnoult-Cœur de Saintonge ;
- Communauté de communes de la Haute-Saintonge ;
- Communauté de communes de l'île d'Oléron ;
- Communauté de communes de l'île de Ré ;
- Communauté de communes du Pays Marandais ;
- Communauté de communes du Pays de Matha ;
- Communauté de communes de la Région de Pons ;
- Communauté de communes du Pays Savinois ;
- Communauté de communes Plaine d'Aunis ;
- Communauté de communes du Sud-Charente ;
- Communauté de communes de Surgères ;
- Communauté de communes du Val de Trézence, de la Boutonne à la Devise.

#### Communes non adhérentes à une intercommunalité en 2013
En 2013, trois des 472 communes du département ne faisaient pas encore partie d'un EPCI :
- Ardillières ;
- Ballon ;
- Ciré-d'Aunis.

### Intercommunalités en 2012
Le département de la Charente-Maritime comptait en 2012 trois communautés d'agglomération et 22 communautés de communes regroupant 468 communes sur les 472 du département.

#### Communautés d'agglomération en 2012
En 2012, le département comptait trois communautés d'agglomération :
- Communauté d'agglomération de La Rochelle ;
- Communauté d'agglomération du Pays Rochefortais ;
- Communauté d'agglomération Royan Atlantique.

#### Communautés de communes en 2012
22 communautés de communes composaient également le territoire :
- Communauté de communes du Bassin de Marennes ;
- Communauté de communes des bassins Seudre-et-Arnoult ;
- Communauté de communes du canton d'Aulnay-de-Saintonge ;
- Communauté de communes du canton de Courçon ;
- Communauté de communes du canton de Gémozac et de la Saintonge Viticole ;
- Communauté de communes du canton de Loulay ;
- Communauté de communes du canton de Saint-Hilaire-de-Villefranche ;
- Communauté de communes du canton de Saint-Jean-d'Angély ;
- Communauté de communes Charente-Arnoult-Cœur de Saintonge ;
- Communauté de communes de la Haute-Saintonge ;
- Communauté de communes de l'île d'Oléron ;
- Communauté de communes de l'île de Ré ;
- Communauté de communes du Pays Marandais ;
- Communauté de communes du Pays de Matha ;
- Communauté de communes de la Région de Pons ;
- Communauté de communes du Pays Santon ;
- Communauté de communes du Pays Savinois ;
- Communauté de communes Plaine d'Aunis ;
- Communauté de communes du Sud-Charente ;
- Communauté de communes de Surgères ;
- Communauté de communes du Val de Trézence, de la Boutonne à la Devise ;
- Communauté de communes Vignobles et Vals boisés du Pays Buriaud.

#### Communes non adhérentes à une intercommunalité en 2012
En 2012, quatre des 472 communes du département ne faisaient pas partie d'un EPCI :
- Ardillières ;
- Ballon ;
- Chaniers ;
- Ciré-d'Aunis.

## Liste des Pays
Les sept pays de la Charente-Maritime sont, en 2008 :
- Pays d'Aunis ;
- Pays de Haute-Saintonge ;
- Pays Marennes-Oléron ;
- Pays de l'Île de Ré ;
- Pays Rochefortais ;
- Pays de Saintonge romane ;
- Pays des Vals de Saintonge.

Particularités
Aux sept pays précités s'ajoutent le pays rochelais et le pays royannais, ces deux derniers correspondant davantage à des dénominations touristiques qu'à des entités administratives désignant les parties du territoire départemental couvertes par la communauté d'agglomération de La Rochelle et la communauté d'agglomération Royan Atlantique. Le pays rochefortais existe quant à lui bel et bien car il recouvre un territoire plus étendu que la communauté d'agglomération du Pays Rochefortais.